# ويليام بيريز
ويليام بيريز (بالإنجليزية: William Perez)‏ هو مدير أمريكي، ولد في 10 سبتمبر 1947 في آكرون في الولايات المتحدة.

## وصلات خارجية
- ويليام بيريز على موقع إن إن دي بي (الإنجليزية)